# 153e brigade mécanisée
La 153e brigade mécanisée  (en ukrainien : 153 окрема механізована бригада (153 okrema mekhanizovana bryhada)) est une formation des forces terrestres ukrainiennes. La brigade a été annoncée aux côtés des 150e, 151e, 152e (en) et 154e brigades mécanisées en octobre 2023,.
L'insigne, la devise et la création de la 153e brigade mécanisée ont été officiellement rendus publics et révélés en décembre 2023 en prévision d'une potentielle contre-offensive ukrainienne en 2024.

## Historique
La brigade a été annoncée à la mi-octobre 2023, parallèlement à la création de cinq nouvelles brigades mécanisées au sein des forces terrestres ukrainiennes. Le 17 octobre 2023, il a été signalé que la brigade était en cours de formation.
Le 27 décembre 2023, des informations sur la création de la 153e brigade mécanisée ont été rendues publiques. Focus.ua a rapporté que l'unité avait reçu son insigne, un emblème de manche et un slogan. Le noyau de la brigade aurait été le peloton de mitrailleuses de Nazariya Kishak de la 72e brigade mécanisée.
La brigade recruterait ses officiers et sous-officiers expérimentés parmi les brigades existantes qui servent déjà sur la ligne de front en Ukraine. Il devrait également compléter le reste de ses effectifs, soit environ 2 000 postes, avec de nouvelles recrues. L'unité devrait participer à des actions de combat l'année suivante, ainsi qu'à la contre-offensive ukrainienne prévue en 2024. Outre leur participation potentielle à la contre-offensive ukrainienne à venir l'année suivante, il a été rapporté que la 153e brigade mécanisée pourrait renforcer les défenses ukrainiennes sur toute la ligne de front, principalement dans l'est de l'Ukraine, pour assurer le relève et la rotation des unités épuisées qui y sont déployées.
Dans un article de Forbes, il n'est pas clair où la brigade achètera son équipement et ses véhicules, ce qui la considérerait comme une brigade mécanisée, plutôt que comme une brigade d'infanterie légère. Il a également été mentionné que la brigade ne devrait très probablement pas recevoir de véhicules de combat modernes de l'aide étrangère comme le KTO Rosomak "Wolverine" de Pologne. Au lieu de cela, il a été rapporté que l'unité devrait très probablement se contenter de véhicules anciens, vulnérables et abondants stockés dans l'arsenal des forces armées ukrainiennes composés de BMP ou de tracteurs et de camions blindés MT-LB.

## Guerre Russo-Ukrainienne

### Invasion russe de l'Ukraine
La 153e brigade mécanisée aurait été formée en prévision d'une potentielle contre-offensive ukrainienne en 2024, ainsi que pour renforcer les défenses ukrainiennes dans l'est de l'Ukraine afin de soulager les unités épuisées qui y sont déployées,. Il n’y a actuellement aucune action de combat.
Le commandement des forces terrestres des forces armées ukrainiennes aurait présenté la nouvelle 153e brigade mécanisée comme subordonnée au commandement opérationnel Nord.

## Traditions
|                 |
| Insigne en 2023 |

|                 |
| Insigne en 2024 |